# フレッド・L・ターナー
フレデリック・レオ・ターナー（Frederick Leo Turner、1933年1月6日 - 2013年1月7日）は、アメリカ合衆国の実業家である。マクドナルドの3代目社長兼CEOを務めた。ターナーのもとで、マクドナルドは規模を拡大し、新しいメニューを導入し、会社や従業員のサービスの基準を策定した。

## 若年期
ターナーはアイオワ州デモインで1933年1月6日に生まれ、デモインとシカゴで育った。デモインのダウリング・カトリック高校を卒業し、1954年にドレイク大学を卒業した。大学卒業後はアメリカ陸軍に入隊した。

## キャリア
1956年にマクドナルドに入社した。最初の仕事はグリルオペレーター（パティを焼く担当）だったが、すぐに昇進した。1958年、社員が34人しかいなかったときにオペレーション担当ヴァイスプレジデントに任命された。ターナーは、マクドナルドの商品の提供方法についてのガイドラインを策定した。「フライドポテトの厚さは0.28インチにしなければならない」、「1ポンドの牛肉につき正確に10枚のパティを作らなければならない」など、厳格な規定だった。「品質、サービス、清潔」(Quality, Service and Cleanliness)がターナーのモットーだった。1961年には、従業員の研修施設であるハンバーガー大学を設立した。
1967年にエクゼクティブ・ヴァイスプレジデントに、1968年に社長兼最高総務責任者(CAO)に就任した。1973年、実質的な創業者であるレイ・クロックの後を継いで3代目最高経営責任者(CEO)となった。1977年にはクロックの後任として会長となり、1984年にクロックが亡くなると上級会長となった。ターナーのもとで、マクドナルドは世界118か国、31000店舗にまで拡大し、10億個以上のハンバーガーを売った。2004年に引退し、名誉会長となった。
ターナーは、マクドナルドのほか、エーオン、バクスター、W・W・グレインジャーの取締役を務めた。

## 私生活
大学卒業直後の1954年6月22日に、大学の同級生のパトリシア・シュートレフ(Patricia Shurtleff)と結婚した。パトリシアとの間には3人の子供がいた。パトリシアとは2000年10月9日に死別した。
ターナーは、80歳の誕生日を迎えた翌日の2013年1月7日に、肺炎の合併症により死去した。

## 大衆文化において
レイ・クロックの半生を描いた2016年の映画『ファウンダー ハンバーガー帝国のヒミツ』(The Founder)では、ターナーの役をジャスティン・ランデル・ブルックが演じている。本作の最初において、ターナーはグリルオペレーターとして小さく扱われているが、物語の最後においては、クロックがツインシティーズで店舗を開く影でターナーの存在が大きなものになっている。
ヒストリーチャンネルのドキュメンタリードラマシリーズ"The Food That Built America"のシーズン2第12話"A Game of Chicken"はターナーが主人公となっている。